# ليو ليونز (كرة سلة)
ليو ليونز (بالإنجليزية: Leo Lyons) مواليد 6 مايو 1987 في توبيكا، هو لاعب كرة سلة أمريكي. بدأ مسيرته الاحترافية في سنة 2009. يلعب مع أكيتا نورثرن هابينيتس في دوري كرة السلة الياباني للمحترفين. يحمل الرقم 22. يبلغ طوله 6 قدم 9 بوصة (2.1 م). حقق المركز الثالث في دورة الألعاب الأمريكية 2011.

## المسيرة الاحترافية
لعب مع نادي بوديفلنيك لكرة السلة في موسم 2012–2013، ثم لعب مع نادي كارشياكا لكرة السلة في موسم 2013–2014، ثم لعب مع نيجني نوفغورود في الدوري الروسي في سنة 2014، ثم لعب مع سول سامسونج ثندرز في موسم 2014–2015، ثم لعب مع أولسان موبيس فوبوس في موسم 2015–2016.

## الميداليات
| الميدالية | المسابقة                    |
| --------- | --------------------------- |
| برونزية   | دورة الألعاب الأمريكية 2011 |

## روابط خارجية
- ليو ليونز على موقع دوري كرة السلة الياباني للمحترفين (اليابانية)
- ليو ليونز على موقع كرة السلة الأوروبية.كوم (الإنجليزية)
- ليو ليونز على موقع كلية كرة السلة في سبورتس رفرنس.كوم (الإنجليزية)
- ليو ليونز على موقع ريلجم (الإنجليزية)
- ليو ليونز على موقع بروبوليرز (الإنجليزية)
- ليو ليونز على موقع سبورتس رفرنس (الإنجليزية)
- ليو ليونز على موقع سبورتس رفرنس (الإنجليزية)